# Conte di Inchcape
Conte di Inchcape è un titolo nobiliare inglese nella Parìa del Regno Unito.

## Storia
Il titolo venne creato nel 1929 per il magnate armatore scozzese James Mackay, già creato Barone Inchcape, di Strathnaver nella Contea di Sutherland, nel 1911, e Visconte Inchcape, di Strathnaver nella Contea di Sutherland, nel 1924. Inchcape venne creato Visconte Glenapp, di Strathnaver nella Contea di Sutherland, nel contempo della ricezione della contea. Tutti i titoli vennero creati nella Parìa del Regno Unito.
La sede della famiglia è Carlock House, presso Ballantrae, nell'Ayrshire. La sede formale era un tempo Glenapp Castle, che attualmente è un hotel di lusso e che è stato venduto dalla famiglia Inchcape nel 1982 dopo che era stato acquistato nel 1917 dal I conte.

## Earls of Inchcape (1929)
- James Lyle Mackay, I conte di Inchcape (1852–1932)
- Kenneth Mackay, II conte di Inchcape (1887–1939)
- Kenneth James William Mackay, III conte di Inchcape (1917–1994)
- Kenneth Peter Lyle Mackay, IV conte di Inchcape (n. 1943)

L'erede apparente è il figlio dell'attuale detentore del titolo, Fergus James Kenneth Mackay, visconte Glenapp (n. 1979).